# Trompa de caça

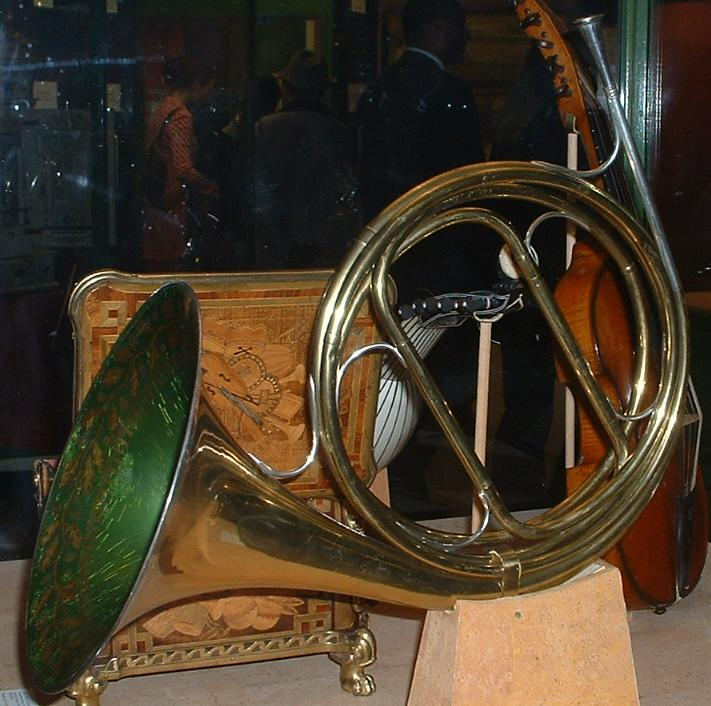

A trompa natural ou trompa de caça é um instrumento metal antecessor da trompa moderna, que se distingue pela sua falta de válvulas. Ele consiste em um bocal, um tubo longo e enrolado e uma campana de largura. Foi usado amplamente até a aparição da trompa moderna no século XIX.
As diferentes notas podem ser obtidas por diversas técnicas. Uma delas é a modulação da pressão do lábio, como os instrumentos metais, para as notas da série harmônica. Outra técnica consiste em alterar o comprimento do instrumento por bombas intercambiáveis. Este processo é muito lento e por isso muitas composições foram frustradas antes da chegada da trompa de pisto moderna. Outra técnica consiste em alterar a posição da mão dentro da campana que torna o instrumento totalmente cromático.

## Principais obras e compositores
As composições anteriores à criação da trompa moderna no século XIX para trompa foram para trompa natural. Eles incluem as importantes contribuições de compositores como Mozart, Beethoven, Telemann, Weber e muitos outros. Outros eram mais ambíguos, como por exemplo Brahms, que escreveu na maioria de suas obras para Trompa Natural. No final do século XIX e início do século XX, quase toda a música foi escrita para a trompa de pisto moderna.
Um dos compositores destacados que compôs partituras para trompa natural foi Louis François Dauprat. Três obras destacam-se melodias para trompa, op.25, Tabuleiro Musical, op.5, e Sonata Duo Op.7 Op.2.
Johann Sebastian Bach compôs várias obras para trompa natural.